# Питсвил (Висконсин)
Питсвил (енгл. Pittsville) град је у америчкој савезној држави Висконсин.

## Демографија
По попису из 2010. године број становника је 874, што је 8 (0,9%) становника више него 2000. године.
| Група             | 2000.       | 2010.       |
| Белци             | 856 (98,8%) | 851 (97,4%) |
| Афроамериканци    | 1 (0,1%)    | 0 (0,0%)    |
| Азијати           | 0 (0,0%)    | 7 (0,8%)    |
| Хиспаноамериканци | 2 (0,2%)    | 7 (0,8%)    |
| Укупно            | 866         | 874         |